# تيري وارد
تيري وارد (بالإنجليزية: Terry Ward)‏ (10 ديسمبر 1939 بستوك أون ترينت في المملكة المتحدة - 1963 بستوك أون ترينت في المملكة المتحدة) هو لاعب كرة قدم بريطاني في مركز الدفاع. لعب مع ستوك سيتي.